# Generelle læringsmetaforer
De generelle læringsmetaforer er en måde at opfatte begrebet læring på.
Ifølge Anna Sfard kan læring ses som to generelle læringsmetaforer; tilegnelsesmetaforen og deltagelsesmetaforen.

## Tilegnelsesmetaforen
Læring set gennem tilegnelsesmetaforen har ifølge Anna Sfard eksisteret siden ”the dawn of civilization”. Det er det syn på læring som er mest kendt og udbredt.
Tilegnelsesmetaforen beskriver et traditionelt syn på læring hvor den lærende tilegner/erhverver sig ny viden. Læring foregår set ud fra tilegnelsesmetaforen bandt andet via traditionel klasseundervisning. Med traditionel klasseundervisning menes undervisning hvor en lærer fortæller de lærende om et forudbestemt emne. Hvad undervisningen skal omhandle bestemmes af læreren og det er så op til de lærende at erhverve sig ny viden. Ved læring set ud fra tilegnelsesmetaforen, er det op til den lærende selv at konstruere sin viden og skabe en forståelse, målet er at få ny viden.

## Deltagelsesmetaforen
Deltagelsesmetaforen er en ”ny” måde at se læring på, det handler ikke længere om hvor meget den lærende ved om et emne, men om at deltage i et fællesskab.
F.eks. kan e-læring på web 2.0 læring ses som en deltagelsesmetafor, det er her op til den lærende at deltage i processen og være en del af et fællesskab for at anskaffe sig ny viden. Ifølge deltagelsesmetaforen skal de lærende selv bidrage med viden til fællesskabet, det er ikke et spørgsmål om hvor meget viden individet har, men hvem han/hun kender. 
Deltagelsesmetaforens syn på læring understreger hermed at læring er selve deltagelsen og målet er derfor at deltage i de praksisser der er relevante for de lærende.